# Горобинський Олександр Сергійович
Горобинський Олександр Сергійович (14 травня 1993 року — 29 серпня 2014 року) — український військовик, солдат-кулеметник, учасник війни на Сході України.

## Короткий життєпис
14 травня 1993 року народився в селі Індустріальне (Півневе) Кудряшівської сільської ради Кремінського району Луганської області в багатодітній родині.
Восени 2013 року був призваний до Збройних сил України. Служив із задоволенням, бо з дитинства мріяв стати військовим.
27 січня 2014 року уклав контракт на три роки з в/ч А-1302 у Дніпропетровській області. Із самого початку брав участь у проведенні антитерористичної операції в Україні у складі 93-ї окремої механізованої бригади.
У липні 2014 року приїздив у село Кудряшівка до рідних у відпустку.

### Обставини загибелі
29 серпня 2014 р. під час виходу з Іловайського котла «зеленим коридором» на перехресті доріг з с. Побєда (Новоайдарський район) до с. Новокатеринівка (Старобешівський район). Загинув разом зі значною частиною бійців 93-ї механізованої бригади, які доки що не опізнані (не ідентифіковані). Перебував у списках полонених.

### Обставини поховання
У 2016 році останки невідомого бійця на Кушугумському кладовищі Запорізьської області за експертизою ДНК були ідентифіковані. Загиблим виявився Олександр Горобинський.
28 червня 2017 року Олександра було урочисто перепоховано на цвинтарі м. Рубіжне (за бажанням матері).
По смерті залишились батьки, чотири брата та дві сестри.

## Нагороди і вшанування
- За особисту мужність і самовіддані дії, виявлені у захисті державного суверенітету та територіальної цілісності України нагороджений орденом «За мужність» III ступеня (посмертно, Указ Президента України № 104/2017 від 10 квітня 2017 року).
- Його портрет розміщений на меморіалі «Стіна пам'яті полеглих за Україну» у Києві: секція 3, ряд 5, місце 38
- Вшановується 29 серпня на щоденному ранковому церемоніалі вшанування українських захисників, які загинули цього дня у різні роки внаслідок російської збройної агресії[2]